# Mount Greenlee
Mount Greenlee är ett berg i Antarktis. Det ligger i Västantarktis. Nya Zeeland gör anspråk på området. Toppen på Mount Greenlee är 2 030 meter över havet, eller 160 meter över den omgivande terrängen. Bredden vid basen är 1,3 km.
Terrängen runt Mount Greenlee är varierad. Trakten är obefolkad. Det finns inga samhällen i närheten.